# کولاروی پلاتو
کولاروی پلاتو (به انگلیسی: Collaroy Plateau) یک حومه شهر در استرالیا است که در نیو ساوت ولز واقع شده‌است.